# Studholme John Hodgson
Studholme John Hodgson (* in Ipswich, getauft am 5. Mai 1803; † 30. August 1890 in Torquay) war General Officer Commanding, Ceylon.

## Militärlaufbahn
Studholme John Hodgson ist ein Sohn von General John Hodgson und Catherine Krempion. Sein jüngerer Bruder ist John Studholme Hodgson (1805–1870), der Major General in der Bengal Army wurde.
Er wurde am 30. Dezember 1819 als Ensign in die British Army aufgenommen. Er diente zunächst im 50th Regiment of Foot, bevor er am 3. August 1820 in das 45th Regiment of Foot versetzt wurde. Er nahm am Ersten Anglo-Birmanischen Krieg (1824–1826) teil. Am 3. Februar 1825 wurde er zum Leutnant befördert und zum 83. Regiment of Foot versetzt, um den Platz eines verstorbenen Offiziers einzunehmen. Am 30. Dezember 1826 erwarb er den Rang eines Captain. Am 14. November 1827 wurde er von seinem Halbsold befreit und zum 39. Regiment of Foot versetzt. Am 21. September 1830 wurde er in das 19. Regiment of Foot versetzt.
Am 20. Juni 1854 wurde er zum Brevet Colonel ernannt und am 11. April 1860 zum Major General. Vom 24. März 1868 bis zum 21. November 1876 war er zum Ehrenoberst des 54th Regiment of Foot.  Ab 1865 war er General Officer Commanding in Ceylon. Am 29. August 1868 wurde er zum Lieutenant-general befördert und diente 1868–1876 als Oberst des 54. Regiment of Foot. Am 2. Februar 1876 wurde er zum General befördert und am 21. November zum Ehrenoberst des 4. Regiment of Foot ernannt.

## Privatleben
Studholm John Hodgson ging eine Beziehung mit Lætitia Bonaparte (1804–1871) ein, der Tochter von Lucien Bonaparte, Nichte von Napoleon Bonaparte, und seit 1821 Ehefrau des irischen Diplomaten und Politikers Thomas Wyse (1791–1862); das Ehepaar Wyse hatte einige Zeit in Viterbo gelebt und sich 1825 in Irland niedergelassen, wo Thomas Wyse zu dieser Zeit die Familiengüter geerbt hatte. Am 30. Januar 1828 verließ sie ihren Mann, die Ehe wurde nicht geschieden. Aus dieser Ehe hatte sie zwei Kinder: Napoleon Alfred Bonaparte-Wyse (* 1822 in Rom; † 1895 Paris) und William Charles Bonaparte Wyse (* 1826 in Waterford; † 1892 in Cannes), irischer Soldat und Dichter.
Studholme John Hodgson und Laetitia Bonaparte-Wyse lebten zusammen, erst in Waterford, später in Paris und bekamen drei weitere Kinder, die rechtlich als Kinder von Thomas Wyse gelten (und von diesem auch anerkannt wurden):
- Marie-Lætitia Bonaparte-Wyse (* 25. April 1831 in Waterford; † 6. Februar 1902 in Paris), französische Schriftstellerin und Salonnière
- Adelina Bonaparte Wyse (* 1838 in Waterford; † 1899 in Berck); ⚭ 1861 in Mantua István Türr (* 10. August 1825 in Baja; † 3. Mai 1908 Budapest), ungarischer Aufständischer, Ingenieur und Politiker.
- Lucien Napoléon Bonaparte-Wyse (* 13. Januar 1845 in Paris; † 15. Juni 1909 in Toulon), französischer Ingenieur und Marinesoldat, der maßgeblich an der Entscheidung zum Bau des Panamakanals beteiligt war.